# Kisberény
Kisberény is een plaats (község) en gemeente in het Hongaarse comitaat Somogy. Kisberény telt 219 inwoners (2001).